# Buffalo '66
Buffalo '66 är en amerikansk långfilm från 1998 i regi av Vincent Gallo. Vincent Gallo skrev även manuset tillsammans med Alison Bagnall och spelar dessutom huvudrollen.

## Handling
Handlingen kretsar Billy Brown (Vincent Gallo), en oskyldigt dömd man som blir frigiven efter en fem år lång fängelsevistelse. Han kidnappar en kvinna vid namn Layla (Christina Ricci) och tvingar henne att låtsas vara hans fru.

## Rollista
| Vincent Gallo       | – Billy Brown     |
| Christina Ricci     | – Layla           |
| Ben Gazzara         | – Jimmy Brown     |
| Mickey Rourke       | – The Bookie      |
| Rosanna Arquette    | – Wendy Balsam    |
| Jan-Michael Vincent | – Sonny           |
| Anjelica Huston     | – Jan Brown       |
| Kevin Pollak        | – TV Sportscaster |
| Alex Karras         | – TV Sportscaster |
| John Sansone        | – Little Billy    |
| Manny Fried         | – The Donut Clerk |
| John Rummel         | – Don Shanks      |